# Tanya Tucker
Tanya Denise Tucker (Seminole, 10 ottobre 1958) è una cantante di musica country statunitense.

## Biografia
Tanya Tucker è nata a  Seminole, Texas da Beau e Juanita Tucker. Cresciuta tra Willcox e Phoenix, Arizona, ha iniziato a cantare all'età di sei anni, sulle orme della sorella maggiore La Costa. Ha inciso il suo primo hit, Delta Dawn a tredici anni. Delta Dawn ha raggiunto il sesto posto nella classifica Country & Western.
All'età di 15 anni ha avuto una nomination ai Grammy, una "Greatest Hits" ed è apparsa sulla prima pagina del Rolling Stone magazine. A 19 anni, è stata la seconda donna artista country sotto i vent'anni a raggiungere il primo posto nella classifica dei singoli, con la canzone What's Your Mama's Name.
Tra le altre sue hit ci sono Blood Red and Goin' Down (1973); Would You Lay with Me (In a Field of Stone) (1974); Lizzie and the Rainman e San Antonio Stroll (1975); Here's Some Love (1976); Just Another Love (1986); I Won't Take Less than Your Love, If it Don't Come Easy w Strong Enough to Bend (1988); Two Sparrows in a Hurricane (1992).
Tanya Tucker è stata premiata come (Top New Female Vocalist) dall'Academy of Country Music nel 1972 e come (Female Vocalist of the Year) dalla Country Music Association nel 1991.

## Vita privata
A 21 anni ha conosciuto il collega Glen Campbell, con cui ha avuto una relazione lunga un anno, segnata dalle dipendenze da alcool e cocaina. Da giovane è stata compagna anche di altri cantanti: Merle Haggard, Andy Gibb e Don Johnson.
Ha tre figli, Presley Tanita, Beau Grayson e Layla, e ha la passione per le competizioni equestri di cutting.

## Riconoscimenti
- Young Hollywood Hall of Fame[1]

## Discografia
- Delta Dawn (1972)
- What's Your Mama's Name (1973)
- Would You Lay with Me (1974)
- Tanya Tucker (1975)
- Lovin' and Learnin' (1975)
- Here's Some Love (1976)
- Ridin' Rainbows (1977)
- You Are So Beautiful (1977)
- TNT (1978)
- Tear Me Apart (1979)
- Dreamlovers (1980)
- Should I Do It (1981)
- Tanya Tucker Live (1982)
- Changes (1983)
- Girls like Me (1986)
- Love Me Like You Used To (1987)
- Strong Enough to Bend (1988)
- Tennessee Woman (1990)
- Greatest Hits Encore (1990)
- What Do I Do with Me (1991)
- Can't Run from Yourself (1992)
- Soon (1993)
- Fire to Fire (1995)
- Complicated (1997)
- Tanya (2002)
- Live at Billy Bob's Texas (2005)
- My Turn (2009)
- While I’m Livin’ (2019) da cui il singolo Bring My Flowers Now
- Sweet Western Sound (2023)